# زلزال مدينة مكسيكو 1985
ضرب «زلزال مدينة المكسيك 1985» في الصباح الباكر يوم 19 أيلول (سبتمبر) عند الساعة 07:17:50 بقوة 8.0 على مقياس درجة العزم وبدرجة «عنيف» على مقياس ميركالي المعدل. تسبب هذا الزلزال بأضرار جسيمة في مدينة مكسيكو الكبرى، ونجم عنه وفاة ما لا يقل عن 5000 شخص. سبق هذا الزلزال عدة هزات مسبقة بدءاً من شهر أيار، حيث كان قوة الهزة 5.2 درجة، وحدثت هزة بعد الزلزال الكبيرة بسبعة أشهر أي في 30 نيسان (أبريل) 1986 بلغت قوتها 7 درجات. جميعها كانت قبالة الساحل على طول خندق أمريكا الوسطى على بعد 350 كم من المدينة، لكن المدينة عانت من دمارٍ كبير بسبب قوة الزلزال. تراوحت خسائر الزلزال بين 3 و4 بليون دولار أمريكي، حيث انهار 412 مبنىً وأصيب 3124 مبنى بأضرار بالغة.
يحدث جزء كبير من النشاط البركاني والزلزالي في المكسيك بسبب حركة صفيحة أمريكا الشمالية ضد حركة صفيحة المحيط الهادي وصفيحة كوكوس، أحد أكثر الخنادق نشاطاً في العالم. يتم تسجيل أكثر من 90 هزة تزيد قوتها على 4.0 درجة فل عام في تلك المنطقة